# Michal Zálešák
Michal Zálešák je český manažer a první výkonný ředitel Czech ICT Alliance (6/2005 - 1/2019). V roce 2005 absolvoval studium na Vysoké škole ekonomické v Praze a začal pracovat v nově vzniklé organizaci Czech ICT Alliance agentury CzechTrade. V roce 2016 spoluzakladal Prague Startup Centre, startupový inkubátor hlavního města Prahy. Investiční fond Lighthouse Ventures založil v lednu 2019 a pracuje tu jako Managing Partner.